# 何大傻
何大傻（1897年3月27日—1957年6月15日）原名何福如，又名何澤民，廣東三水人。被譽為廣東音樂「四大天王」之一。
10歲隨姐姐旅居香港，就讀聖保羅書院，曾隨錢廣仁、何柳堂學習廣東音樂和粵曲。20歲與呂文成、尹自重等為大中華唱片公司、新月唱片公司、百代唱片公司等錄製廣東音樂唱片。第一支灌錄的粵曲是大中華出品，與蔡子銳合唱的《主僕帶書》兩張唱片。由於與錢廣仁同就讀聖保羅書院而結緣，1915年與錢氏、陳紹棠、李善卿等三人創辦「鐘聲慈善社」，該社後為香港著名慈善團體。
1930年代初期至1950年代末期的香港電影幕後配樂及演員。首次電影演出為1932年的《夜半鎗聲》，及後演出《大傻出城》、《大傻賣豬》、《七十二行》等喜劇後，「大傻」之名由此而起；第一齣負責配樂的電影是1935年的《摩登新娘續集》；息影作為1956年《艷屍還魂記》的配樂，一生參與約110齣電影。
何大傻是游泳「伶星隊」的隊員，其他隊員為蔣君超、文壽祺、周巨華、陸飛鴻、羅品超、黃新森、馮應湘、謝天、楊工良等。
1957年6月15日晚上在住所病逝。遺體於1957年6月17日在香港殯儀館出殯，安葬於香港華人基督教聯會薄扶林道墳場。遺下兩子兩女，長子何尚仁亦為音樂家。

## 廣東音樂作品
- 《孔雀開屏》
- 《花間蝶》
- 《醉桃源》
- 《步步嬌》
- 《春光好》
- 《桃李爭春》

## 粵曲作品
- 《愛國棄蠻妻》：何大傻與黃佩英合唱；
- 《糟糠不下堂》：何大傻與寶玉合唱。

## 粵語小曲唱片
- 1953年：《多多福》、《金山橙》
- 1956年：《女人世界》：何大傻、鄭君綿與許艷秋。

## 外部連結
- 香港電影資料館：何大傻參演電影的記錄[永久]
- 香港影庫：何大傻(何澤民)（页面存档备份，存于）
- 何大傻的粵語小曲《多多福》的片斷（页面存档备份，存于）
- 何大傻作曲《戲水鴛鴦》的片斷 （页面存档备份，存于）